# Bloodhound Gang
The Bloodhound Gang (дослівно: Банда бладгаундів) — американський репкор/панк-гурт із Філадельфії, заснована вокалістом Джимі Попом та гітаристом Деді Лонг-Легзом, яка проіснувала з 1992 року до 2015 року. Напрямок творчості сатиричний, темами пісень здебільшого був секс та пов'язані з ним конфузи. Альбоми гурту за 20 років розійшлися у понад 6 мільйонах примірників, відеокліпи з'являються на ТБ, утім саме активна концертна діяльність дозволяла комік-панкам виявити хуліганську сутність: після виступів траплялися навіть арешти музик.

## Історія гурту

### Походження, формування та перші дні (1988–1995)
Гурт The Bloodhound Gang виникли у 1988 році, коли майбутні лідери гурту Джеймс Мойєр Френкс і Майкл Боу, випускники середньої школи Перкіомен-Веллі, разом з однокласниками Кевіном Хеннессі та Джастіном Іанеллі створили альтернативний гурт Bang Chamber 8. У 1990 році вони випустили однойменну касету, а в 1992 році створили Bloodhound Gang, взявши назву нового гурту від «The Bloodhound Gang», сегменту дитячого шоу 1980-х років на каналі PBS «3-2-1 Contact», в якому розповідалося про трьох юних детективів, що розгадують таємниці та борються зі злочинністю. Френкс і Боу також взяли собі сценічні псевдоніми «Джиммі Поп Алі» (пізніше «Алі» було відкинуто) і «Татко Довгі Ноги», відповідно.
Не маючи змоги замовити концерти деінде, Bloodhound Gang спочатку виступали в додатковій кімнаті в будинку майбутнього басиста і однокурсника Джиммі Попа по університету Темпл Джареда Хеннегана в обмін на пиво Schlitz, сигарети Marlboro і можливість роздати свою першу демо-касету під назвою Just Another Demo . Коли однієї ночі підлога просіла, гурт почав щомісяця виступати в нью-йоркських клубах CBGBs. Коли Джиммі Попа запитали про перебування гурту в цьому клубі, він відповів: «Я бачив печерних людей з кращими клубами».
У квітні 1994 року гурт випустив свій другий демо-запис, The Original Motion Picture Soundtrack to Hitler's Handicapped Helpers. Це призвело до підписання контракту з лейблом Cheese Factory Records.
Влітку 1994 року Джиммі Поп зіграв невелику роль у короткометражному незалежному фільмі The Chick That Was Naked незалежного режисера Курта Фіцпатріка; пісня гурту також була використана у саундтреку.
У листопаді 1994 року Bloodhound Gang випустили свій перший міні-альбом Dingleberry Haze.

### Use Your Fingers(1995)
У березні 1995 року Bloodhound Gang підписали контракт із лейблом Columbia Records. Вони випустили свій перший повноформатний альбом під назвою Use Your Fingers. Вони почали гастролювати Сполученими Штатами. У цей час Daddy Long Legs і M.S.G. (Метью Кларк), які були розлючені на Columbia Records, покинули гурт, щоб створити інший реп-гурт Wolfpac. Бас-гітарист Хеннеган і вертухай Тард-Е-Тард приєдналися до гурту на заміну, причому Хеннеган взяв собі сценічний псевдонім «Злий Джаред Хасселхофф». Коли тур закінчився, угоду з Columbia Records було розірвано, а учасники гурту Skip O'Pot2Mus (Скотт Річард) і Tard-E-Tard пішли, щоб продовжити кар'єру за межами музичної індустрії.

### One Fierce Beer Coaster(1996–1997)
У березні 1996 року гурт, який мав абсолютно новий склад разом із Джиммі Попом, записав свій другий повноформатний альбом «One Fierce Beer Coaster» з Річардом Гавалісом, продюсером і власником студії звукозапису «Dome Sound Studios» у Ройерсфорді, штат Пенсильванія, де мешкав Джиммі Поп. Lupus Thunder записувався з Гавалісом у Dome зі своєю колишньою групою і познайомив Джиммі Попа з Гавалісом, який мав першу студію в цьому районі, що використовувала комп'ютерний запис і могла редагувати живі інструменти так, як інші студії були не в змозі. Це призвело до стосунків, які продовжилися до наступних альбомів гурту. One Fierce Beer Coaster вперше вийшов на лейблі Cheese Factory Records (зараз Republic Records).
Провідний сингл альбому, «Fire Water Burn», зіграв головну роль у повільному нарощуванні інтересу, який зрештою призвів до прориву гурту в мейнстрім. Оскільки раніше гурт не міг дозволити собі національні тури, вони просували себе, надсилаючи свою музику на радіостанції по всій країні, які відповідали формату альтернативного року. Один з перших значних проривів на радіо стався, коли стажер 107.7 The End у Сіетлі привернув увагу музичного директора, якому сподобалося те, що він почув, і він поставив «Fire Water Burn» у своєму п'ятничному вечірньому шоу. Виступ викликав потік телефонних дзвінків з розпитуваннями про пісню та гурт. Режисер передав пісню своєму другові, музичному директору радіостанції KROQ-FM у Лос-Анджелесі, який додав її до свого плейлиста. Ефект снігової кулі призвів до того, що гурт був завалений запитами на записи, які вони намагалися задовольнити. Почали телефонувати лейбли звукозапису. За словами менеджера Брета Альперовіца в інтерв'ю HitQuarters, лейбл Мадонни Maverick «дуже хотів підписати гурт у найгірший спосіб, аж до того, що мені довелося сказати Мадонні, що я не можу з'єднати її з Джиммі Попом». Зрештою, Bloodhound Gang підписали контракт з Geffen Records, який перевидав One Fierce Beer Coaster у грудні 1996 року. Geffen відмовився випустити пісню «Yellow Fever» через її графічний ліричний зміст про східноазійських жінок , включаючи такі слова, як «Like a Oriental rug, 'cause I lay her where I like, then I blind her with a dental floss and get on my knees» та «Oh my Chinky, she's so kinky, got me hot like Nagasaki, burning up like napalm, bursting like a A-bomb.».
Гурт The Bloodhound Gang також вирушили у свій перший «справжній тур» Сполученими Штатами та Європою, включаючи виступи на шоу Loveline, The Howard Stern Show, Ricki Lake та The Jenny McCarthy Show. Після кількох років виступів, використання переваг Інтернету, розповсюдження інформації через роздрібну торгівлю та радіо усіма можливими способами, які гурт та менеджмент могли зробити на незалежному рівні, вони почали відчувати великий успіх.

### Hooray for Boobies(1998–2000)
4 жовтня 1999 року вони випустили свій третій альбом, Hooray for Boobies, в Європі; через юридичні проблеми реліз у США було відкладено до 29 лютого 2000 року. Цей альбом був записаний у Каліфорнії, куди переїхав гурт та їхній інженер Річ Ґаваліс. Альбом був записаний частково в лос-анджелеській студії, яку гурт орендував, а частково в будинку Гаваліса в Долині. На хвилі хіта «The Bad Touch» вони вирушили у ще два тури Європою, де їхня популярність різко зросла («The Bad Touch» та «Hooray for Boobies» досягли №1 у Німеччині, де їхня версія «Along Comes Mary» також увійшла до топ-10). Вони повернулися, продавши понад п'ять мільйонів альбомів.
У 2003 році гурт випустив DVD «One Fierce Beer Run», який став хронікою їхнього туру 1997 року «One Fierce Beer Coaster».

### Hefty Fine(2004–2007)

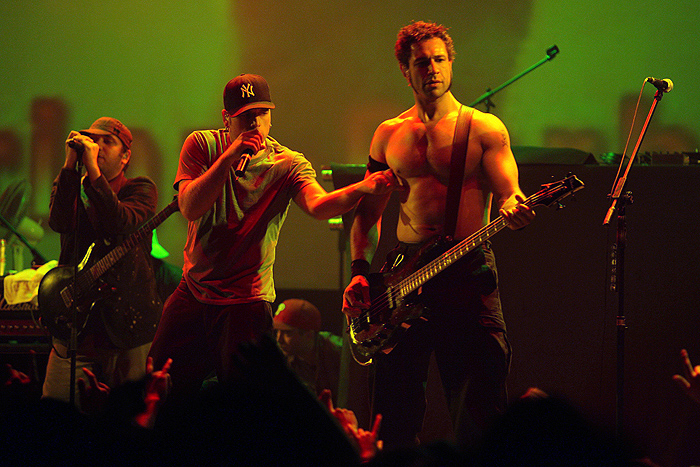
Гурт Bloodhound Gang у 2007 році

Четвертий альбом гурту Hefty Fine вийшов 13 вересня 2005 року. Назва альбому з'явилася після того, як злий Джаред Хассельхофф був оштрафований під час роботи на MTV's Viva La Bam (епізод «Scavenger Hunt»). Джаред був оштрафований на $10 000, які нібито мав заплатити Джиммі Поп (про це йдеться в «не-коментарі» до DVD-релізу «Viva La Bam»). Джиммі заявив, що Джаред був заарештований після того, як спробував помочитися з даху автостоянки в стаканчик Діксі, який він (Джиммі) тримав у руках. Початкову назву диска, Heavy Flow, було скасовано, коли стало відомо, що у колеги-музиканта Мобі є пісня з такою ж назвою. Перший сингл, «Foxtrot Uniform Charlie Kilo», потрапив в активну ротацію на музичних відеоканалах. Хоча трек «No Hard Feelings» нещодавно увірвався до Modern Rock Top 50, їхній другий сингл «Uhn Tiss Uhn Tiss Uhn Tiss» (який з'явився в рекламі Blaupunkt, BGL Grand Wizard), почав ротацію на радіо, а музичний кліп транслювався обмежено на кількох музичних каналах. [Інші пісні з альбому були частиною кампанії Bloodhound Gang зі зміни гімну штату Пенсильванія на їхню відповідну назву «Pennsylvania», а також «Something Diabolical», за участю Вілле Вало з HIM.
У 2007 році гурт записав сингл «Screwing You on the Beach at Night», що супроводжувався відеокліпом на пісню Кріса Айзека «Wicked Game».

### Скрутне становище та сумнівне майбутнє (2008 - теперішній час)
У жовтні 2008 року Lupus Thunder покинув гурт. Гурт заявив, що він вирішив більше ніколи не гастролювати з ними. Раніше Люпус зізнався, що був скаржником гурту і сперечався з іншими учасниками, але при цьому пообіцяв не покидати гурт. Деніел П. Картер з британського альтернативного рок-гурту A був затверджений на посаді нового вокаліста гурту. З тих пір Картер грав з групою на таких концертах, як австралійський Soundwave Festival. Джиммі Поп оголосив під час радіоінтерв'ю в Бостоні, що гурт працює над новим альбомом, до якого увійде від 10 до 12 пісень. Багато ЗМІ повідомляли, що альбом буде називатися Getting Laid on a School Bus з датою виходу 2012 року. 4 грудня 2011 року Джиммі Поп оголосив, що він «просто звузив 25-30 демо-записів до 10-12, щоб закінчити».

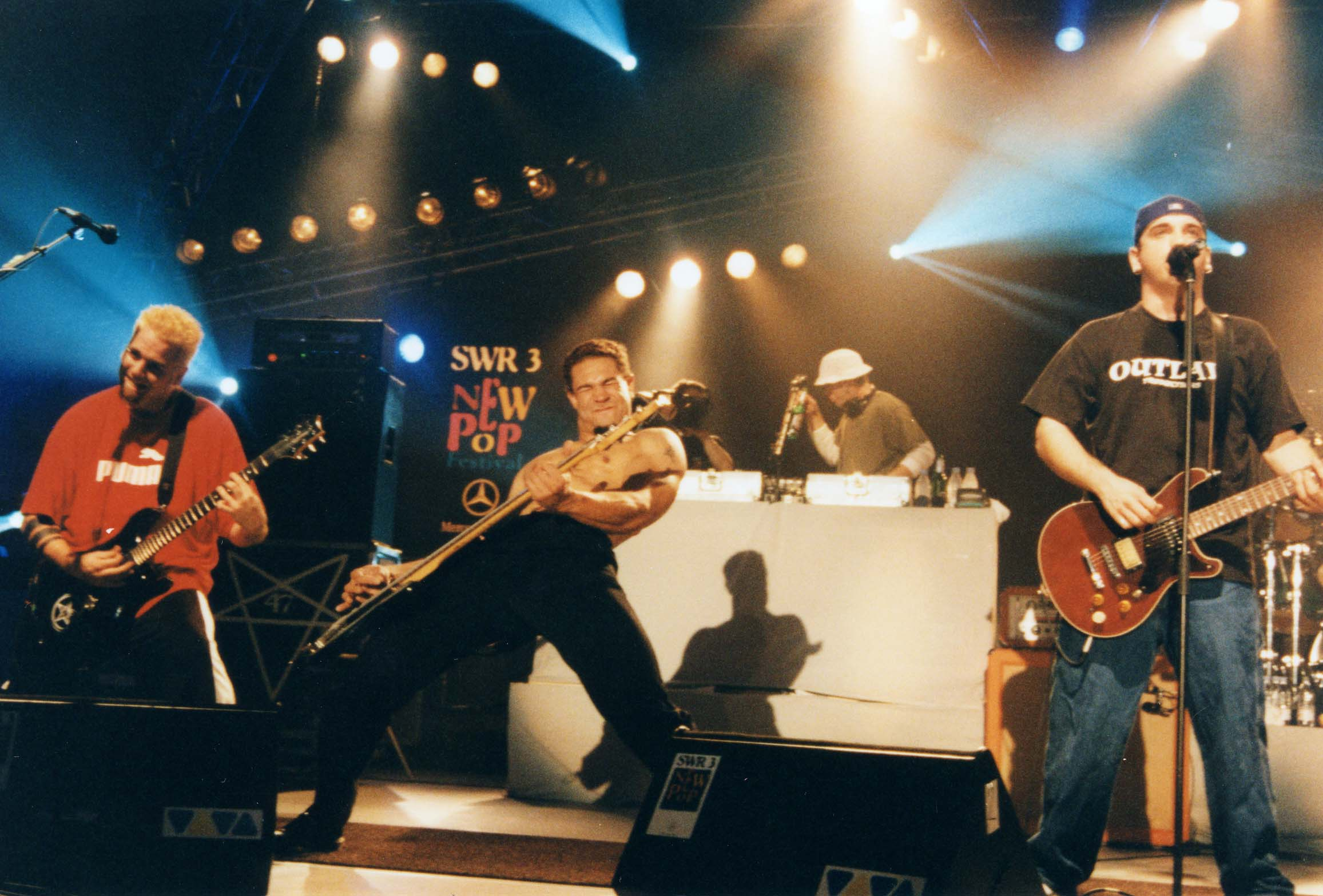
Bloodhound Gang

Наприкінці 2010 року гурт випустив нову пісню «Altogether Ooky». 15 листопада діджей Q-Ball повідомив на своїй сторінці у Facebook, що гурт їде до Берліна, щоб зняти відеокліп на цю пісню, яка також увійде до альбому найкращих хітів. Альбом найкращих хітів «Show Us Your Hits» вийшов 21 грудня, до нього увійшли нові пісні «Altogether Ooky» та англійська версія пісні Die Atzen «Disco Pogo», а також старі хіти. В інтерв'ю 2011 року Злий Джаред заявив, що новий альбом вийде або в 2012, або в 2013 році. Q-Ball також згадав у Твіттері, що все вказує на кінець 2012 або початок 2013 року, і що робота над альбомом «просувається дуже добре», а також стверджував, що це їхній найкращий альбом на сьогоднішній день. Також було випущено друге музичне відео на пісню «Screwing You on the Beach at Night», в якому гурт грає в маленькій кімнаті, а порнозірки Тілль Кремер і Леоні Сент займаються сексом в центрі кімнати. Наприкінці відео Кремер еякулює на руку Джиммі Попа, після чого втирає сперму у своє волосся. Це відео було зняте у 2007 році, але вийшло на екрани лише у 2010 році.
У лютому 2014 року Джиммі Поп написав у Твіттері, що записує вокал для альбому щодня. 8 серпня був анонсований новий сингл під назвою «Chew Toy», а також попереднє замовлення вінілу з датою релізу 19 серпня. Пісня була завантажена на YouTube пізніше того ж дня. «American Bitches» була викладена на YouTube-акаунті гурту 20 жовтня, а дата виходу вінілу - кінець грудня 2014 року.  «Dimes» вийшла 24 лютого. «Clean Up in Aisle Sexy» вийшов 12 травня разом з реміксами Майка Еміліо, M.I.K.E. Push і Psyko Punkz. У вересні 2015 року вийшов п'ятий сингл з альбому, натхненний новою хвилею «Uncool as Me», за участю Джої Фатоне. Попередні замовлення на альбом розпочалися у жовтні 2015 року, а реліз відбувся на початку грудня. Альбом «Hard-Off» вийшов 18 грудня 2015 року.
У липні 2016 року MVD Audio перевидали Hooray for Boobies на синьому вінілі; у вересні того ж року вийшов One Fierce Beer Coaster на жовтому вінілі. Обидва релізи були обмежені накладом у 1,500 копій.
В інтерв'ю німецькому сайту KinKats від 4 березня 2017 року Гассельгофф пожартував, що Bloodhound Gang реформується і поїде в турне, тільки якщо Дональду Трампу буде оголошено імпічмент. На питання в іншому інтерв'ю пізніше в 2017 році про поточний статус гурту, він заявив, що не впевнений, чи існує він досі, але додав, що його все одно будуть вважати його учасником.
27 березня 2020 року вийшло ювілейне вінілове перевидання «Hooray for Boobies», присвячене 20-річчю гурту, з реміксами .
У липні 2023 року Джиммі Поп заявив, що він все ще працює над створенням музики Bloodhound Gang і що гурт не розпався.

## Скандал з прапорами України та Росії
Зокрема, концерт в одеському клубі «Ібіца» 31 липня 2013 викликав міжнародний скандал. На початку концерту на столі клавішника висів не державний прапор України, як це мало б бути за традицією самого гурту, а російський триколор, факт чого викликав невдоволення публіки, яка вимагала замінити його на державний. Прислухаючись до фанів, басист Джаред Хасселхофф узяв російський прапор та, зі словами «Не кажіть про це Путіну», засунув його спереду собі в штани, після чого витягнув ззаду і жбурнув до вдячної публіки за гучної підтримки глядачів. По тому, вже соліст (Jimmy Pop) промовив насправді дуже схвальну для росіян тезу — «Unfortunately, Russia is better than USA, and USA sucks! Sucks like all of my ex-girlfriends!» Після чого заповзявся співати пісеньку з відповідним змістом.
Наприкінці концерту басист влаштував також стриптиз із використанням кольорів українського прапора. Втім, на попередньому концерті в Києві Джаред Хасселхофф нібито помочився на сцену та звукову апаратуру, на якій висів український прапор. Під «обстріл» ледь не потрапив клавішник гурту Q-Ball. Як видно із відеозйомки, Джаред вийшов на сцену з іграшковим членом, який стирчав з його штанів, а вокаліст відірвав його і басист імітував витікання крові. Очевидці стверджують, що то була рідина червоного кольору та учасники гурту ніяк не мали на увазі навмисного паплюження прапора. Цей інцидент не викликав особливих наслідків і був згаданий лише у контексті випадку в одеській «Ібіці». Після чого, міліція Києва, відкрила кримінальну справу за ч. 1 статті 296 «Хуліганство» та ч. 1 статті 338 «Наруга над державними символами»,, а українські хакери заблокували вебсторінку гурту., яка залишалася заблокованою протягом кількох діб.

## Дискографія
1. Use Your Fingers (1995)
2. One Fierce Beer Coaster (1996) US #57
3. Hooray for Boobies (2000) US #14, UK #37
4. Hefty Fine (2005) US #24
5. Hard-Off (2015)